# Sentimento oceânico

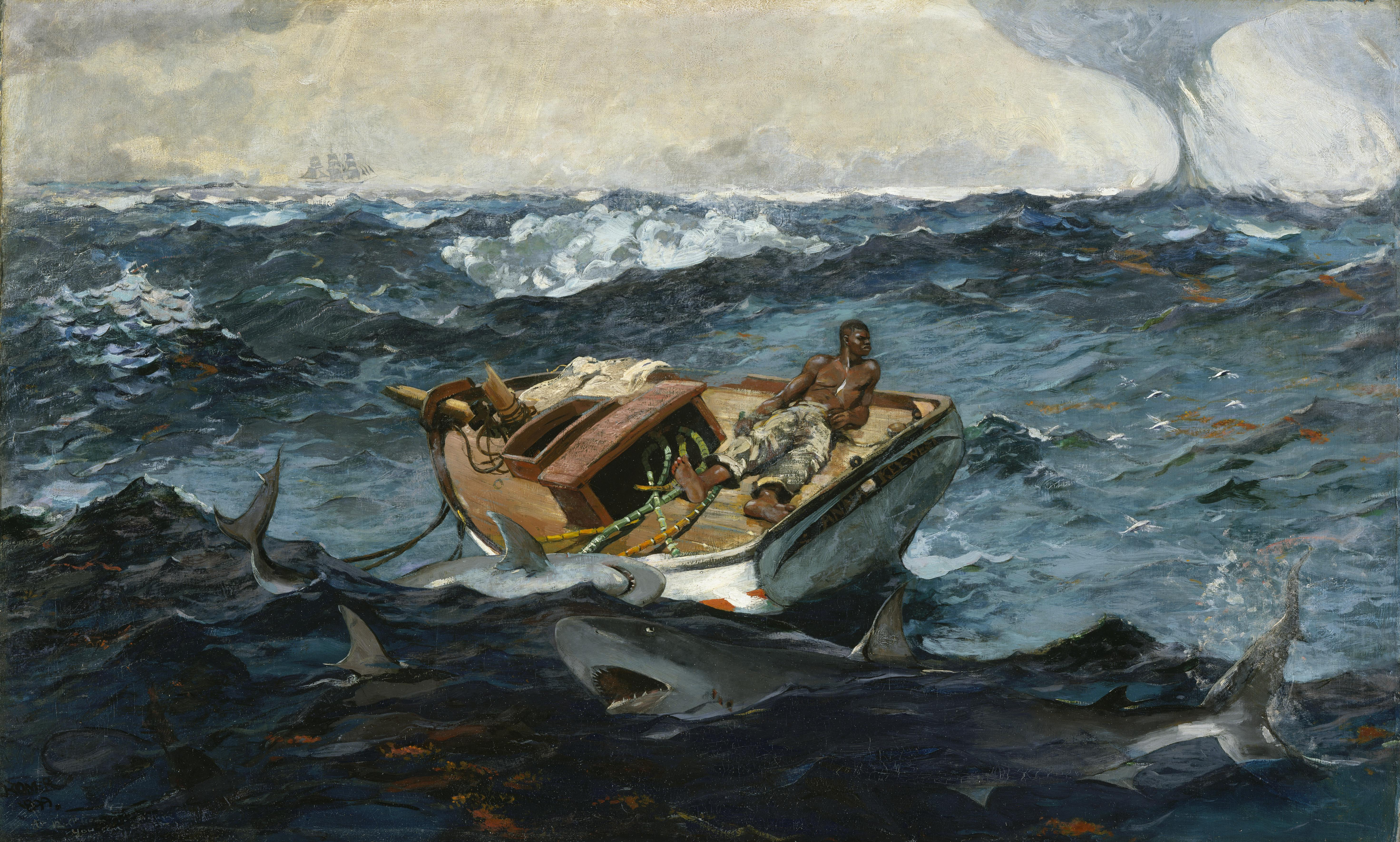
A Corrente do Golfo por Winslow Homer

Em uma carta de 1927 a Sigmund Freud, Romain Rolland cunhou a frase "sentimento oceânico" para se referir a "uma sensação de 'eternidade', um sentimento de "ser um com o mundo externo como um todo", inspirado no exemplo de Ramakrishna. Segundo Rolland, esse sentimento é a fonte de toda a energia religiosa que permeia em vários sistemas religiosos, e pode-se justificadamente chamar-se de religioso apenas com base nesse sentimento oceânico, mesmo que renuncie a toda crença e toda ilusão. Freud discute o sentimento em seu O Futuro de uma Ilusão (1927) e O Mal-estar na Civilização  (1929). Neles, Freud o considera um vestígio fragmentário de um tipo de consciência possuída por uma criança que ainda não se diferenciou de outras pessoas e coisas.

## História
Em 5 de dezembro de 1927, Rolland cunhou a frase em uma carta a Freud, escrevendo que ele deveria considerar experiências espirituais, ou "o sentimento oceânico", em suas obras psicológicas:

Mais j'aurais aimé à vous voir faire l'analyse du sentiment religieux spontané ou, plus exactement, de la sensation religieuse qui est...le fait simple et direct de la sensation de l'Eternel (qui peut très bien n'être pas éternel, mais simplement sans bornes perceptibles, et comme océanique).
Em tradução estrita: 

Mas eu gostaria que você fizesse uma análise do "sentimento religioso espontâneo" ou, mais exatamente, do "sentimento" religioso, que é... o fato simples e direto "do sentimento do 'eterno'" (que pode muito bem não ser eterno, mas simplesmente sem limites perceptíveis, e como que oceânico, por assim dizer).
Rolland baseou sua descrição no exemplo de Ramakrishna, que teve seu primeiro êxtase espiritual aos seis anos de idade. A partir dos 10 ou 11 anos da escola, os transes se tornaram comuns e, nos últimos anos de sua vida, os períodos de samādhi de Ramakrishna ocorreram quase diariamente.
Romain Rolland descreveu os transes e estados místicos experimentados por Ramakrishna e outros místicos como um "sentimento oceânico", que Rolland também havia experimentado. Como descrito por Rolland, é "uma sensação de 'eternidade', um sentimento de algo ilimitado, infinito", um "sentimento de um vínculo indissolúvel, de ser um com o mundo externo como um todo". Rolland acreditava que a emoção religiosa humana universal se assemelhava a esse "sentido oceânico". Em seu livro de 1929, La vie de Ramakrishna, Rolland distinguiu entre os sentimentos de unidade e eternidade que Ramakrishna experimentou em seus estados místicos, e a interpretação de Ramakrishna desses sentimentos como a deusa Kali.
Freud termina O Futuro de uma Ilusão com uma discussão do conceito e retoma a discussão no início da O Mal-estar na Civilização, respondendo ao pedido de Rolland. Lá, ele credita o conceito a um amigo anônimo, fazendo menção à Romain Rolland na nota de rodapé, conforme aparece na versão para o espanhol, publicada pela editora Amorrortu em 1994.

## Explicação de Freud
Freud argumenta que o "sentimento oceânico", se existe, é o "sentimento primitivo do ego" preservado desde a infância. O sentimento primitivo do ego precede a criação do ego e existe até a mãe parar de amamentar. Antes disso, a criança é amamentada regularmente em resposta ao choro e não tem noção de que a mama não lhe pertence. Portanto, a criança não tem um conceito de "eu" ou, antes, considera que a mama é parte de si mesma. Freud argumenta que aqueles que experimentam um sentimento oceânico na idade adulta estão realmente experimentando um sentimento de ego primitivo preservado. O ego, ao contrário, surge quando o seio é retirado e envolve o reconhecimento da criança de que é separado do seio da mãe e, portanto, de que outras pessoas existem. Freud argumenta que não necessariamente contradiria a teoria psicanalítica para que esse sentimento primário de ego coexistisse junto com o ego em algumas pessoas. O principal argumento para isso é que a teoria psicanalítica sustenta que todos os pensamentos são preservados em uma conservação da energia psíquica. Portanto, o "sentimento oceânico" descrito como uma unidade com o mundo ou um ilimitado é simplesmente uma descrição do sentimento que a criança tem antes de aprender que há outras pessoas no mundo.

## Outras explicações
A relevância da posição de Romain sobre o sentimento oceânico foi reconhecida por estudiosos, que defendem uma compreensão mais abrangente da religião e da espiritualidade, oferecendo um modelo transformacional da psicologia que valida as alegações dos místicos. A neuroteologia, por outro lado, investiga a base neurológica das experiências religiosas, como a unidade com o universo e o transe extático.
No início, as experiências espontâneas de Ramakrishna foram interpretadas como ataques epiléticos, uma interpretação que foi rejeitada pelo próprio Ramakrishna. Segundo Anil D. Desai, Ramakrishna sofria de epilepsia psicomotora, também chamada epilepsia do lobo temporal.
Essas experiências também poderiam ser induzidas intencionalmente. Andrew B. Newberg, Eugene G. d'Aquili e Vince Rause "descobriram [...] que a contemplação espiritual intensamente focada desencadeia uma alteração na atividade do cérebro que leva a perceber experiências religiosas transcendentes como uma realidade sólida e tangível. Em outras palavras, a sensação que os budistas chamam de unidade com o universo."